# Спирюхов, Константин Семёнович
Константин Семёнович Спирюхов (8 декабря 1926 год, село Александровка — 29 апреля 2007 год) — экскаваторщик, бригадир комплексной бригады Губкинского специализированного управления механизированных земляных работ № 1 треста «Союзтяжэкскавация» Министерства строительства предприятий тяжёлой индустрии СССР, Белгородская область. Герой Социалистического Труда (1976).

## Биография
Родился в 1926 году в крестьянской семье в деревне Александровка (сегодня — Моршанский район, Тамбовская область). В 1939 году 13-летним подростком начал свою трудовую деятельность в местном колхозе.
После войны окончил трёхмесячные курсы экскаваторщиков. Участвовал в строительстве дамбы и плотины электростанции в Джезказгане, алюминиевого завода в Кандалакше, разрабатывал месторождения на Криворожском бассейне.
С 1956 года трудился на различных производственных объектах Курской магнитной аномалии. Строил различные промышленные и социальные объекты в Белгородской области: Старооскольский цементный завод, производственные объекты Лебединского горно-обогатительного комбината, Оскольский электрометаллургический комбинат, фундаменты для жилых домов, социальных, образовательных и культурно-бытовых учреждений в Губкине.
С 1975 года — бригадир комплексной бригады Губкинского специализированного управления механизированных земляных работ № 1 треста «Союзтяжэкскавация». Впервые в Белгородской области ввёл в своей бригаде хозрасчёт, в результате чего производительность труда увеличилась в 2,5 раза.
В октябре 1975 года бригада Константина Спирюхова при строительстве Оскольского электрометаллургического комбината сделала выработку 283 тысяч кубических кубов грунта, что составило 200 % от запланированного. Были досрочно выполнены планы двух пятилеток за 4 года и 10 месяцев. Указом Президиума Верховного Совета СССР от 2 февраля 1976 года за большие заслуги в выполнении заданий девятого пятилетнего плана и достижение наивысших показателей в работе удостоен звания Героя Социалистического Труда с вручением ордена Ленина и золотой медали «Серп и Молот».
В 1986 году вышел на пенсию.
Скончался в 2007 году.

## Награды
- Орден Ленина
- Орден Трудового Красного Знамени
- Почётный гражданин Губкина и Губкинского района